# Winnifred Selby
Winnifred Kyei Selby és una emprenedora social ghanesa i presidenta de la Iniciativa d'empoderament educatiu de l'EPF amb seu a Kumasi. Va cofundar la Ghana Bamboo Bike Initiative amb Bernice Dapaah a 15 anys. A 17 anys, va establir un altre negoci, Afrocentric Bamboo Initiative. El 2018, es va convertir en la primera ghanesa a ser incorporada al Reial Institut de Singapur.
Selby va assistir al Joy Standard College. També va ser alumna del programa Leading For Change Executive Education de la Universitat de Cambridge i companya de la Royal Commonwealth Society.